# Idiostrangalia michioi
Idiostrangalia michioi là một loài bọ cánh cứng trong họ Cerambycidae.